# Лейпцигская певческая академия
Лейпцигская певческая академия (нем. Leipziger Singakademie) — немецкий хоровой коллектив (смешанный хор), существовавший в Лейпциге в 1818—1967 гг.
Первая певческая академия была создана в Лейпциге, по образцу Певческой академии в Берлине, в 1802 году. Во главе её стоял руководитель Оркестра Гевандхауса Иоганн Готфрид Шихт. Взнос за участие составлял один талер, что превращало хор в своего рода буржуазный клуб. Параллельно в 1804 году свою певческую академию учредил Вильгельм Фридрих Рим. Оба коллектива были распущены с приходом на германские земли наполеоновских войн и воссозданы вновь в 1812 году. В 1818 году две академии объединились под руководством возглавлявшего академию Рима с 1814 года Иоганна Филиппа Кристиана Шульца. В этом объединённом составе коллектив насчитывал 153 хориста с небольшим перевесом женских голосов.
Академия исполняла преимущественно крупные хоровые сочинения, выступая в Гевандхаусе и в лейпцигских соборах. В первые десятилетия хор также нередко участвовал в концертах Оркестра Гевандхауса, пока в 1861 году при оркестре не был организован собственный хоровой коллектив. В области хоровой музыки a capella конкуренцию хору во второй половине XIX века также составил ряд коллективов — в частности, основанное Генрихом фон Герцогенбергом в 1874 году лейпцигское Баховское общество. Начиная с 1900 года под руководством Густава Вольгемута Лейпцигская певческая академия вошла в стабильный режим крупных концертов два раза в год, с произведениями Йозефа Гайдна, Иоганнеса Брамса и Рихарда Вагнера в основе репертуара. Несмотря на перерыв в годы Первой мировой войны, хор продолжал активную деятельность в 1920-30-е гг., в значительной степени совместно с Лейпцигским мужским хором, которым также руководил Вольгемут. В 1943 году двумя концертами академия отметила своё 140-летие (считая от первой академии Шихта). К концу 1950-х гг. хор постепенно пришёл в упадок и был окончательно упразднён в 1967 г., когда 21 оставшийся хорист примкнули к хоровому обществу Гутенберга.

## Руководители Академии
- Иоганн Филипп Кристиан Шульц (1818—1827)
- Кристиан Август Поленц (1829—1843)
- Эрнст Фридрих Рихтер (1843—1847)
- Юлиус Ритц (1848—1851, 1854—1859)
- Фердинанд Давид (1851—1854)
- Юлиус фон Бернут (1860—1867)
- Карл Клаус (1867—1875)
- Герман Кречмар (сентябрь-ноябрь 1875)
- Альфред Рихтер (1876—1879)
- Карл Райнеке (апрель-ноябрь 1879)
- Рихард Хофман (1879—1883)
- Рихард Мюллер (1883—1893)
- Пауль Кленгель (1893—1898)
- Ганс Виндерштайн (1898—1900)
- Густав Вольгемут (1900—1937)
- Франц Майер-Амброс (1937—1942)
- Ханс Штибер (1942—1947)
- Фридрих Рабеншлаг (1947—1950)
- Вальтер Кнапе (1951—1957)
- Герхард Рихтер (1958—1964)
- Вернер Зойберт (1965—1967)